# Kanarella
Kanarella es un género de insecto coleóptero de la familia Chrysomelidae.

## Especies
- Kanarella pallida Jacoby, 1887
- Kanarella unicolor Jacoby, 1896